# Kloster St. Blasien (Schwarzwald)

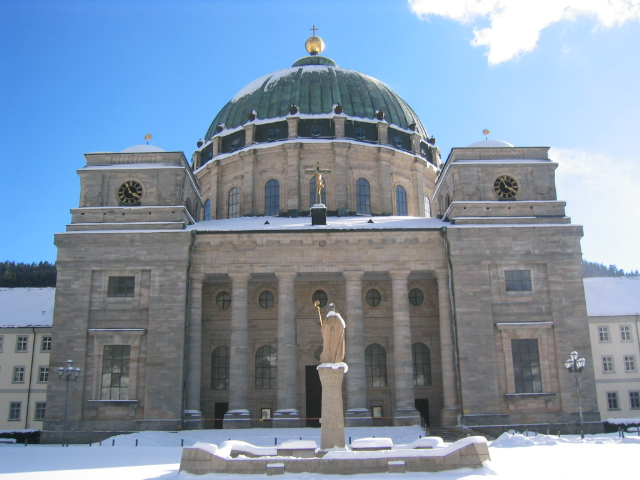
Dom St. Blasien, die ehemalige Klosterkirche des Stiftes St. Blasien, erbaut 1771 bis 1781 mit Buntsandstein aus Unteralpfen

Das Kloster St. Blasien war eine Benediktinerabtei in Sankt Blasien im Südschwarzwald und befindet sich im Landkreis Waldshut. Als Abteikirche diente der Dom St. Blasien; seit 1946 beherbergen die Gebäude das Kolleg St. Blasien.

## Geschichte

### 9. bis 12. Jahrhundert

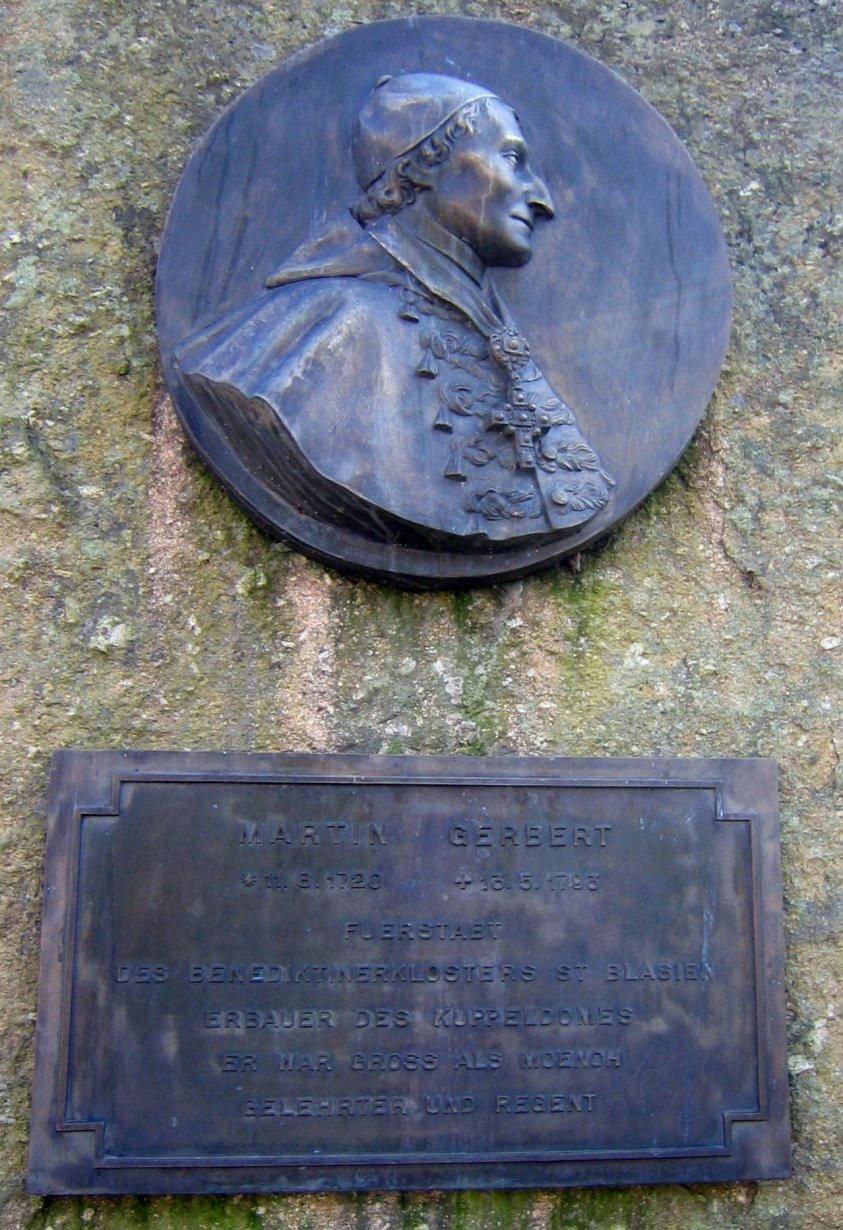
Denkmal für Fürstabt Martin Gerbert

„Während die Albzelle im Albgau, offenbar eine kleine Siedelung um die Mitte des 9. Jahrhunderts, zur Förderung der Marienverehrung von Sigemar gestiftet wurde, wurde das eigentliche Kloster St. Blasien, eine kleine Zelle zu Ehren des hl. Blasius, inmitten der Schwarzwaldeinsamkeit ums Jahr 948 gegründet und mit dem Flußgebiet der Alb und der Schwarza dotiert.“
Noch zu Zeiten des Fintan und des Rheinauer Erneuerer und Abtes Wolfenus (858 bis 878) „wurde der Leib des hl. Blasius von Rom nach Rheinau übertragen und verschaffte dem Kloster nicht geringen Ruhm; ein Teil davon wurde 866 oder 870 nach der Albzelle verbracht, aus der sich 100 Jahre später St. Blasien entwickelte.“
Um 900 fanden die Ungarneinfälle statt, in denen Reiterheere auch entlang von Bodensee und Hochrhein zogen, 917 Basel, 926 das Herzogtum Schwaben und zuletzt noch 954 Süddeutschland verheerten, auch Stadt und Kloster St. Gallen. Auch das Kloster Säckingen wurde 926 oder 954 zerstört. Den Magyaren wird auch die Albzelle zum Opfer gefallen sein. Vernichtet wurden auch Archive, sodass es aus dem Zeitraum kaum Urkunden gibt.
Der dann in der Überlieferung als eigentlicher „Stifter“ genannte Reginbert von Seldenbüren war ein Freund von Otto dem Großen (912–973), der die Ungarn 955 in der Schlacht auf dem Lechfeld besiegte. Reginbert sei als Eremit in den Schwarzwald gegangen, er habe sich in der Cella Alba niedergelassen, dem Kloster große Schenkungen gemacht und sei selber Benediktinermönch geworden. Seitdem galt er als hoch angesehener Gründer, Stifter und Wohltäter der Abtei. Reginbert starb 964. Unter dem ersten Abt Beringer wurde 948 die Regel des Hl. Benedikt angenommen.
Der Nachfolger und Sohn Ottos I, Otto II. bestätigte die Schenkungen Reginberts im Jahr 983. Die erste steinerne schon Kirche war um 950 gebaut worden, die Weihe erfolgte durch den Bischof von Konstanz, Gaminolf. Vermutlich 983 schenkte dann Kaiser Otto II. die Hochtäler Bernau und Menzenschwand, dazu die Vogtei Blasiwald und die Dörfer Urberg und Höchenschwand dem Kloster. Diese Gebiete nannte man „Zwing und Bann“. Im Jahr 1013 entstand die dreischiffige Münsterkirche Das alte Münster; die Bauzeit dauerte bis 1036. Unter Abt Uto von Kyburg entstand 1084 ein Neues Münster, die Stephanskirche, die 1085 vom späteren Papst, Urban II. eingeweiht wurde. Uto erweiterte die Klosteranlagen von 1068 bis 1086, eine Urkunde durch König Heinrich IV., ausgestellt in Basel am 8. Juni 1065, immunisiert die nicht immatrikulierte Stiftung von 983. Hier wird erstmals die cellam in silva Svvarzvvalt a Sancto Reginberto constructam, ab Ottone autem imperatore … deo et sancto Blasio … traditam … genannt.
St. Blasien war während des Investiturstreits auf Seiten des Papstes, es nahm die Regeln der Abtei Cluny an. Zwischen 1070 und 1073 sind Kontakte zum cluniazensischen Reformkloster Fruttuaria in Oberitalien anzunehmen. Folge dieser Kontakte waren der Anschluss St. Blasiens an die fruttuarische Reformrichtung, die Einführung von Laienbrüdern und wohl die Gestaltung St. Blasiens als Doppelkloster von Mönchen und Nonnen; die Nonnen sollten dann vor 1117 das Kloster Berau besiedeln.
Der Historiograf Bernold von Konstanz stellt St. Blasien neben dem Kloster Hirsau und dem Kloster Allerheiligen als führende schwäbische Reformklöster dar. Von St. Blasien aus wurden unter anderem reformiert und als Priorat oder Propstei gegründet: Kloster Muri (1082), die spätere ebenfalls Reichsabtei Ochsenhausen (1093), Stift Göttweig (1094), Stift Garsten, Fürststift Kempten, Kloster Wiblingen, Kloster Seeon und Kloster Engelberg, umstritten war Kloster Muri, das vom Kloster Einsiedeln gegründet wurde, Kloster Trub hingegen St. Blasien zugehörig. Stein am Rhein (vor 1123), Prüm (1132) und Maursmünster (vor 1166). Bischof Otto II. von Konstanz entscheidet in einer Urkunde vom 17. Februar 1170, gefertigt im Kloster Allerheiligen in Schaffhausen, zugunsten St. Blasiens im Rechtsstreit um Ebringen.
1113 schenkt Walcho von Waldeck dem Kloster St. Blasien zahlreiche Besitzungen. Dies ist für zahlreiche Dörfer und Weiler im Wiesental und Darunter werden auch Güter in Riehen und der Wenkenhof erwähnt. Am 8. Januar 1125 bestätigt Kaiser Heinrich V. eine bereits im Mai 1074/77 gemachte Schenkung des Gutes Schluchsee, welches zugleich großen Landbesitz umfasste. Als Schenker werden genannt: Rudolf von Rheinfelden, Graf Otto und sein Sohn Friedrich (von Dießen-Andechs ?), Graf Ekbert von Sachsen, Ita von Sachsen und Birkendorf (eine Verwandte des Kuno von Öhningen), Tuto von Wagenhausen, (Vogt des Klosters Wagenhausen in Wagenhausen) und Hezelo, Vogt der Abtei Reichenau. Damit war der zentrale Landbesitz rund um das Klostergebiet gesichert. Der Meierhof in Schluchsee unterstand bis in das 15. Jahrhundert direkt dem Kloster.
An Kommunitäten im Schwarzwald beeinflusste St. Blasien die Klöster Alpirsbach (1099), Kloster Sankt Ulrich und Afra Augsburg, Kloster Ettenheimmünster (1124) und Sulzburg (um 1125) sowie seine Dinghöfe Steinen (um 1100), Schloss Bürgeln (vor 1130) und Sitzenkirch (um 1130), Kloster Heilig Kreuz in Donauwörth.
Eine um 1150 erstellte Liste von Gebetsverbrüderungen zeigt die Weitläufigkeit der Beziehungen zwischen St. Blasien und anderen Frauen- und Männerklöstern. Die Schutzvogtei der Bischöfe von Basel durch Adalgoz von Wehr konnte durch eine Urkundenfälschung abgeschüttelt werden, die der vermutlich in die Irre geführte Kaiser Heinrich V. anschließend durch die Urkunde vom 8. Januar 1125 bestätigte, so dass dem Kloster dann tatsächlich Königsschutz und freie Vogtwahl zugestanden wurde. Neuer Vogtherr wurde der Bischof von Konstanz, St. Blasien wählte die Zähringer zu Schirmvögten. Nach Aussterben der Zähringer übernahm 1218 wieder der Kaiser das Vogtrecht, bis 1250 der römisch-deutsche König Konrad IV. das Vogtrecht an Rudolf von Habsburg und damit an die Habsburger übertrug. König Karl IV. bestätigt 1353 nochmals die freie Vogtwahl. Die Abtei erkannte zwischen 1369 und 1371 Herzog Albrecht als erblichen Vogtherrn an, Österreich wurde Landesherr.
Im Verlauf des 12. Jahrhunderts erlahmte indes der Eifer der Schwarzwälder Mönche, die Aktivitäten wurden vom Ausbau einer umfangreichen Grundherrschaft dominiert. So ist 1166 die Schenkung einer Kirche von Gersbach schriftlich belegt, wodurch der Einfluss des Klosters in der Region weiter wuchs. Auch jenseits des Hochrheins erwarb man Gelände und Güter. So tauschte im Jahr 1241 Abt Arnold I. von Berau mit Ulrich von Klingen das Gelände, worauf dieser das Städtlein Klingnau erbauen ließ. Klingnau wurde Propstei von St. Blasien. Später kam das dortige Wilhelmiten Kloster Sion dazu. 1113 wurde die Propstei Wislikofen gegründet, 1120 die Kirche in Schneisingen erworben, 1150 kam Kirchdorf (Gem. Obersiggenthal) dazu.
Am 1. Mai 1322 vernichtete ein Großbrand die gesamten Anlagen. Man begann umgehend mit dem Wiederaufbau, nach alter Vorlage, bereits 1348 waren die im Stil der Gotik erneuerten Klosterbauten fertiggestellt. 1464 kamen im Waldshuter Krieg die Eidgenossen in die Nähe und brannten in der Umgegend Höfe nieder, Abt Christoph von Greuth ging ihnen entgegen und ließ sie bewirten, er konnte so das Kloster retten.

### Verwaltung des Klosterbesitzes
Neben dem in nächster Umgebung liegenden Territorium, dem Zwing und Bann, den Vogteien Höchenschwand, Bernau, Menzenschwand und Oberibach und im 17. Jahrhundert auch Blasiwald, wurde die Verwaltung der weitverzweigten Besitzungen schon früh in Ämter, officium eingeteilt, es bestanden:
- Officium silve (Waldamt)
- Officium an der Wuta Wutenamt
- Officium Bare (Baaramt) auch Villinger Amt
- Officium Schoenow (Amt Schönau)
- Officium Brisaugye (Breisgauamt) später auch Krozinger Amt genannt
- Officium Alsatie (Elsaßamt)
- Officium Basliea (Baselamt)
- Officium Thuricence (Zürichamt) und Amt Stampfenbach

- Officium Clingnau (Amt Klingnau)

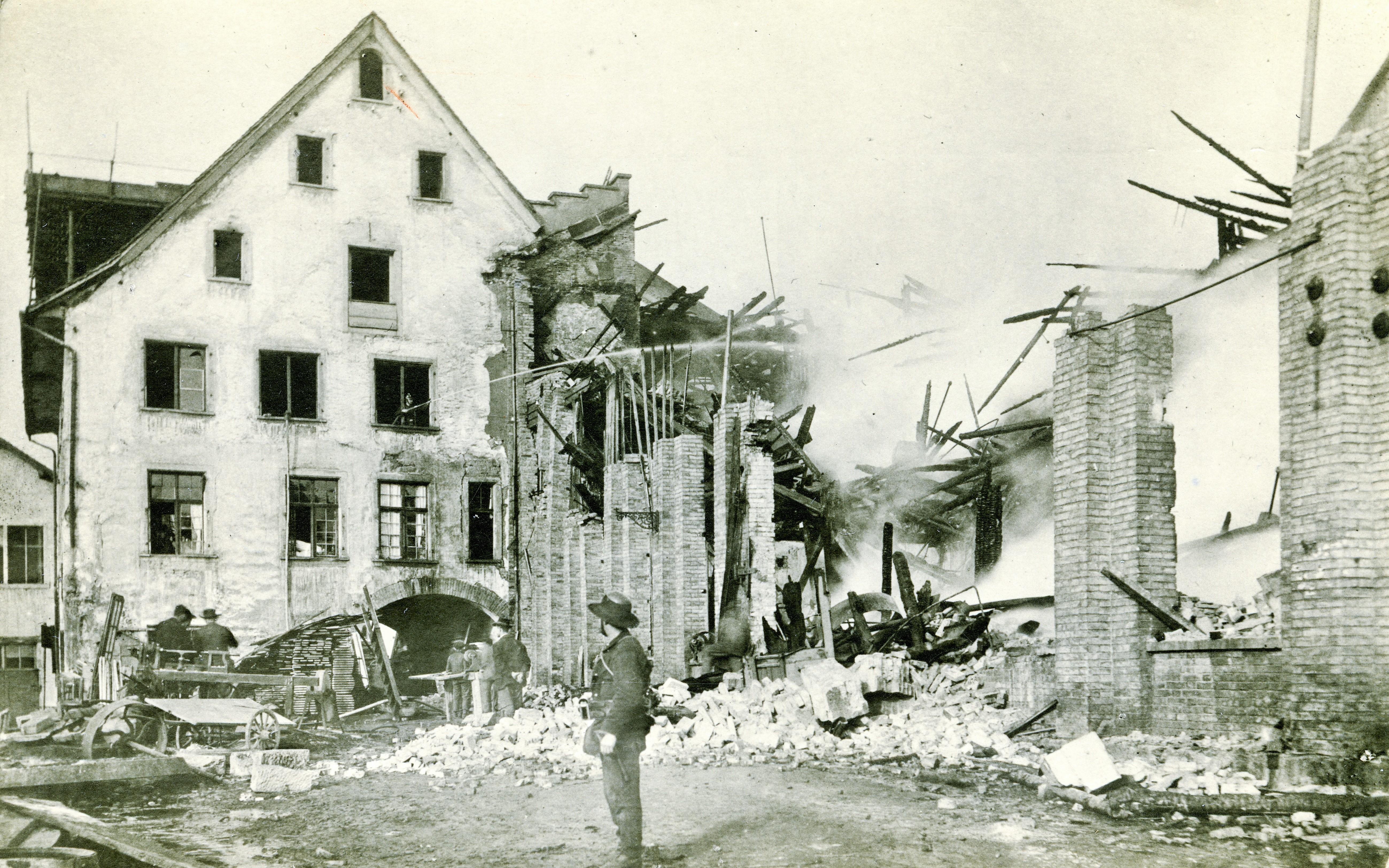
St. Blasier Amtshaus Stampfenbach mit Trotte, Abbruch

- Officium in Nallingen (Amt Nallingen)

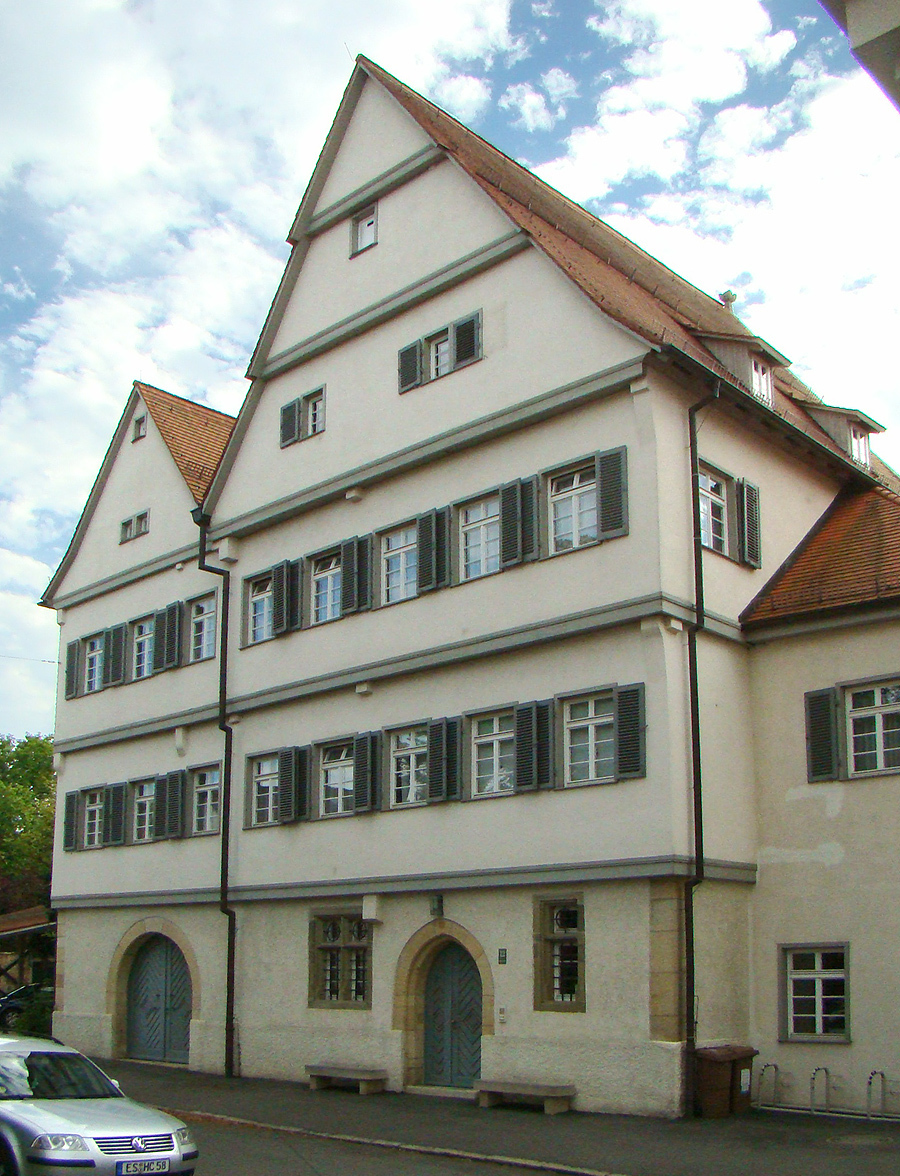
Propstei in Nellingen

- Officium camere in Schlegelsberg (Amt Schlegelsberg)
- Officium in Frickingen (Amt Frickingen)

### 13. Jahrhundert bis 18. Jahrhundert

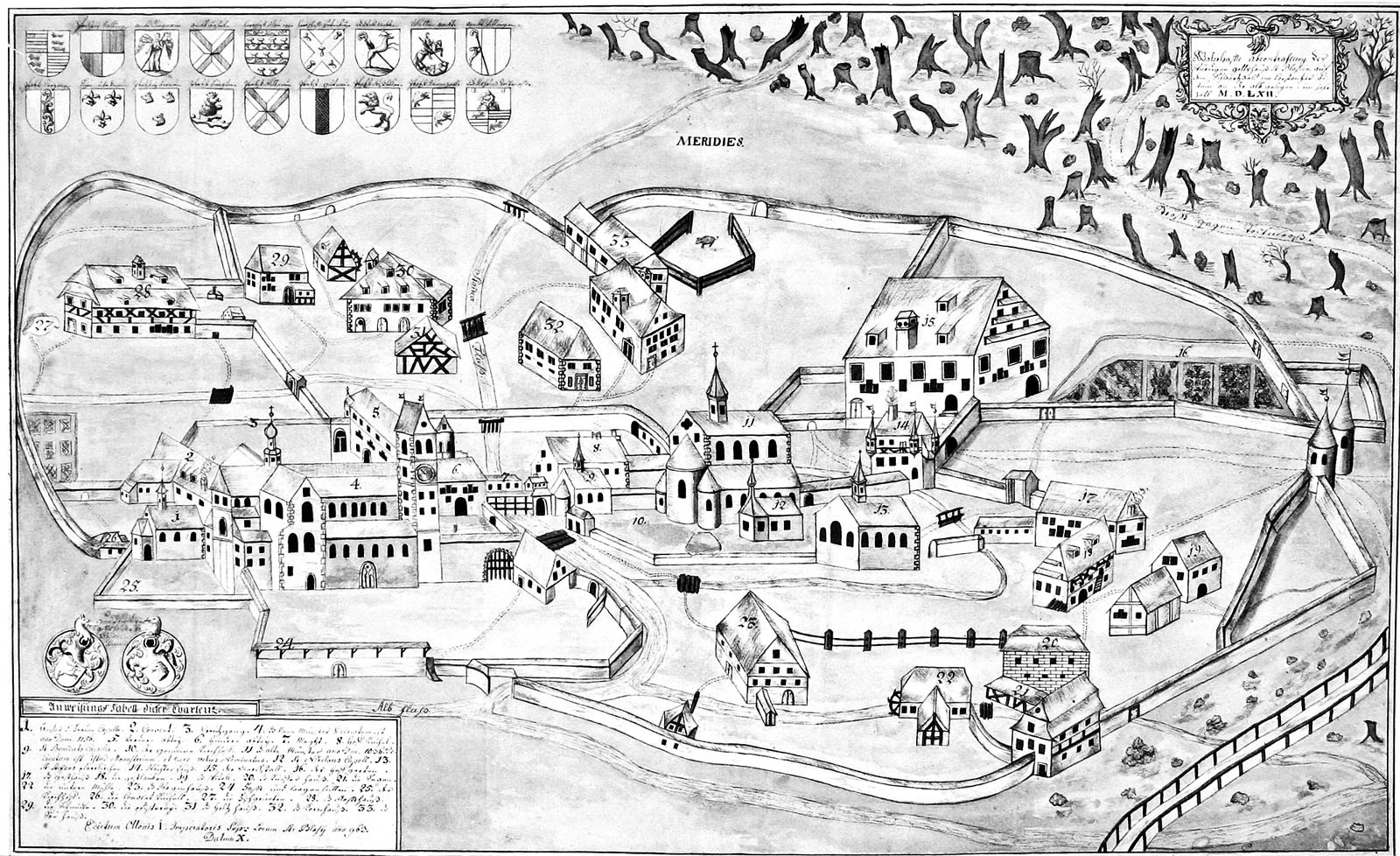
Ansicht des Klosters um 1562

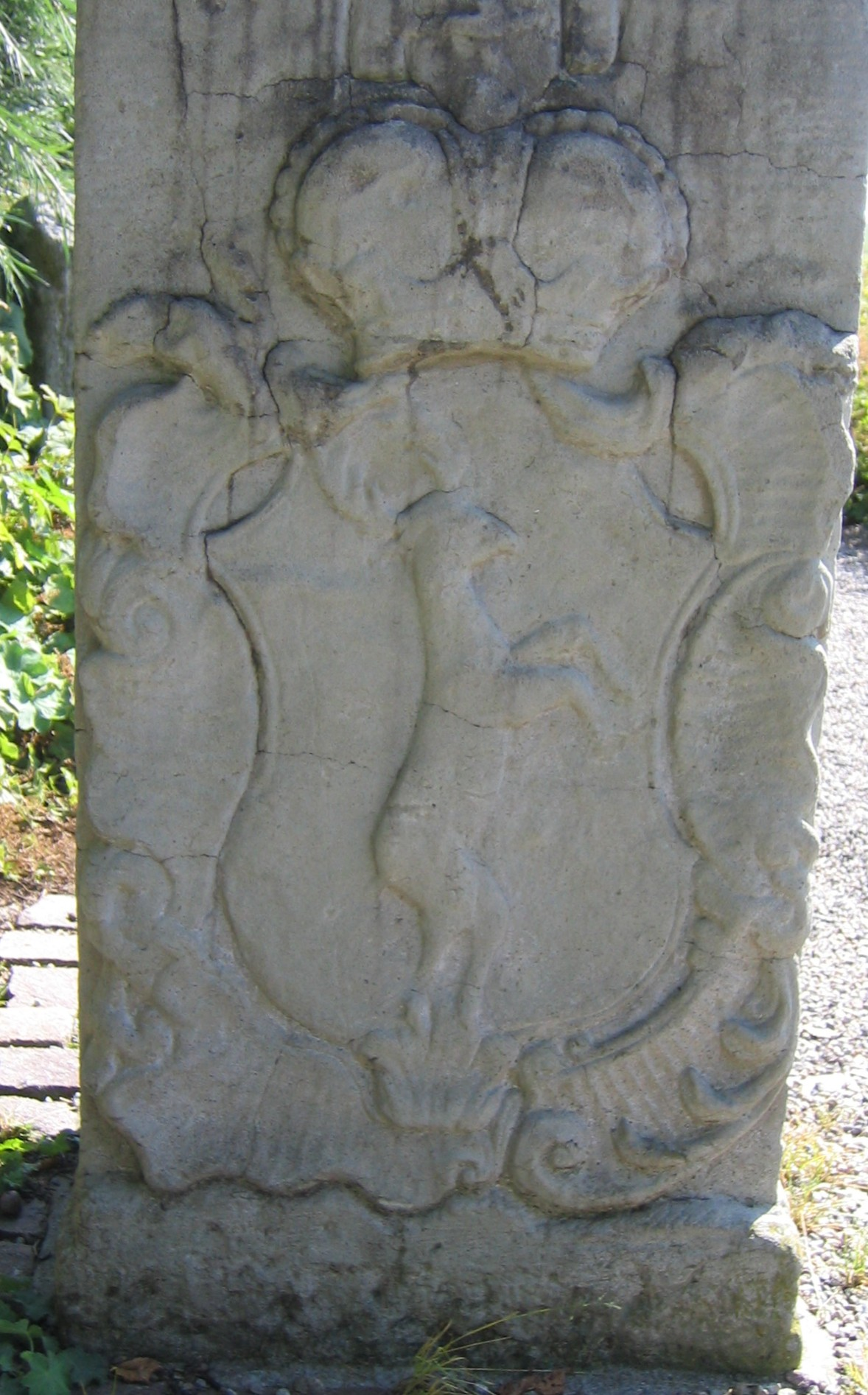
Grenzstein zum Fürstentum Fürstenberg (1767)

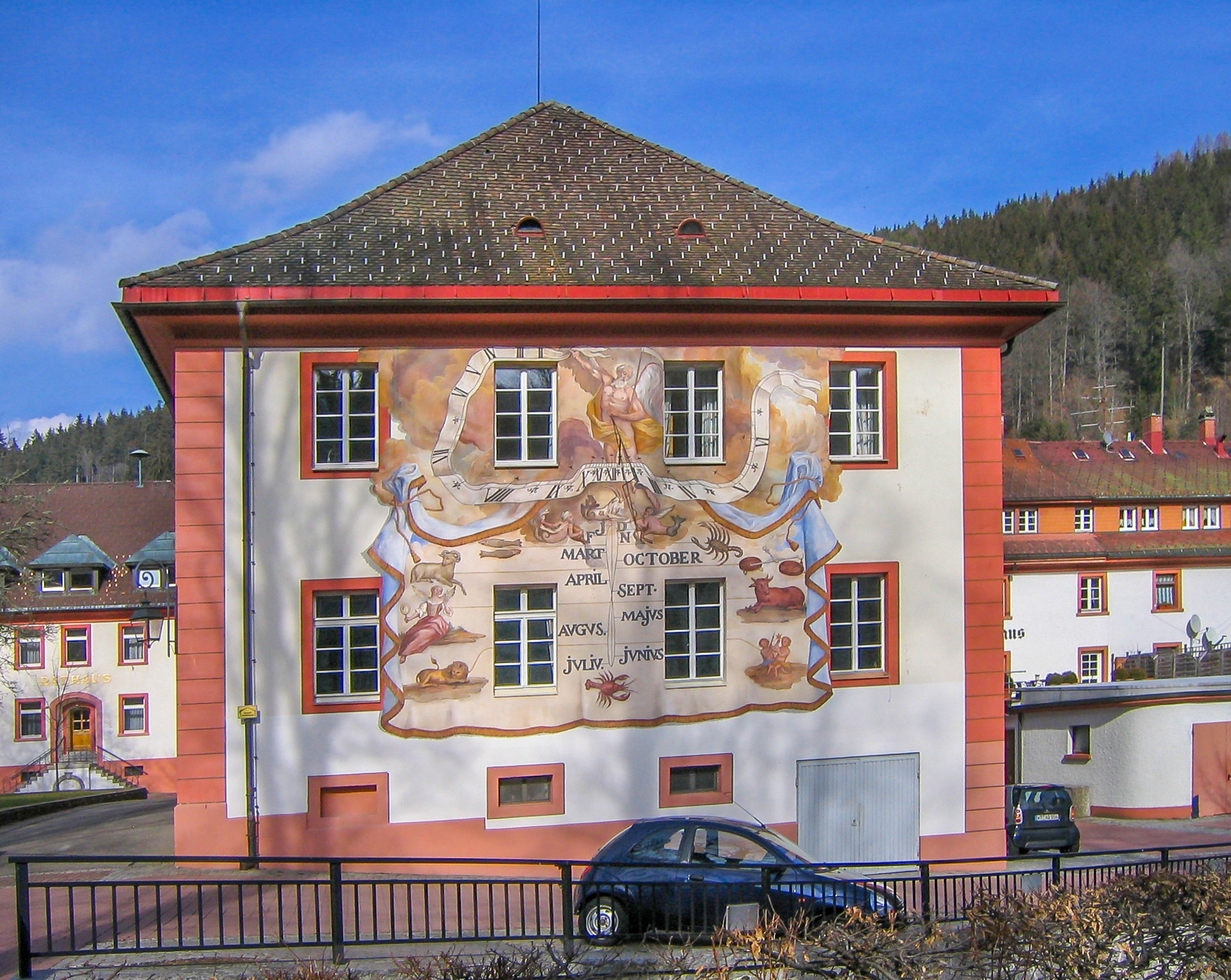
Das Untere Kanzleigebäude, heute Amtsgericht St. Blasien. Im Auftrag von Fürstabt Meinrad Troger von Johann Caspar Bagnato entworfen und 1755 bis 1757 erbaut

In der Folge der Entscheidung von Weihnachten 1124 etablierten sich die Zähringer als Klostervögte, nach deren Aussterben 1218 wurde die Vogtei unter Kaiser Friedrich II. (1212/1215–1250) Reichslehen. Da der Kaiser Vogtherr über die Abtei war, bedeutete dies die Reichsunmittelbarkeit für St. Blasien. Der Mönch Otto von St. Blasien schildert in seiner Chronik die Ereignisse von 1146 bis 1209. Mit der Verpfändung an das Hochstift Konstanz bzw. Bistum Konstanz fiel diese Unmittelbarkeit des Kaisers wieder weg.
Um die Mitte des 13. Jahrhunderts sind die Habsburger als Schutz- und Kastvögte der Mönchsgemeinschaft bezeugt. St. Blasien wurde damit zu einem Bestandteil des vorderösterreichischen Herrschaftsverbands der habsburgischen Herzöge und in der frühen Neuzeit als Landstand vorderösterreichisches Prälatenkloster der Grafschaft Hauenstein. Trotzdem gab es auch Beziehungen zum Reich, die damit zusammenhingen, dass das Kloster zwischen 1422 und 1521 in den Reichsmatrikeln geführt wurde und der schwäbische Reichskreis 1549 vergeblich versuchte, St. Blasien als Reichsprälatenkloster einzubinden. Die vier seit dem Ende des 13. Jahrhunderts von St. Blasien erworbenen „Reichsherrschaften“ Blumegg mit Fützen (Pfarrhof erbaut 1618), Bettmaringen mit dem Schloss Bettmaringen, Gurtweil mit dem Schloss Gurtweil (1646 Propstei) mit Gutenburg und Berauer Berg waren Ausgangspunkt für die 1614 konstituierte reichsunmittelbare Herrschaft Bonndorf mit dem Schloss Bonndorf. Damit war der jeweilige Abt auch gleichzeitig Landgraf der Reichsherrschaft Bonndorf. Kaiser Franz I. Stephan erhob 1746 den Abt Franz II. (Schächtelin) in den Reichsfürstenstand. Er war damit der erste Reichsprälat der nunmehr Fürstabtei St. Blasien.

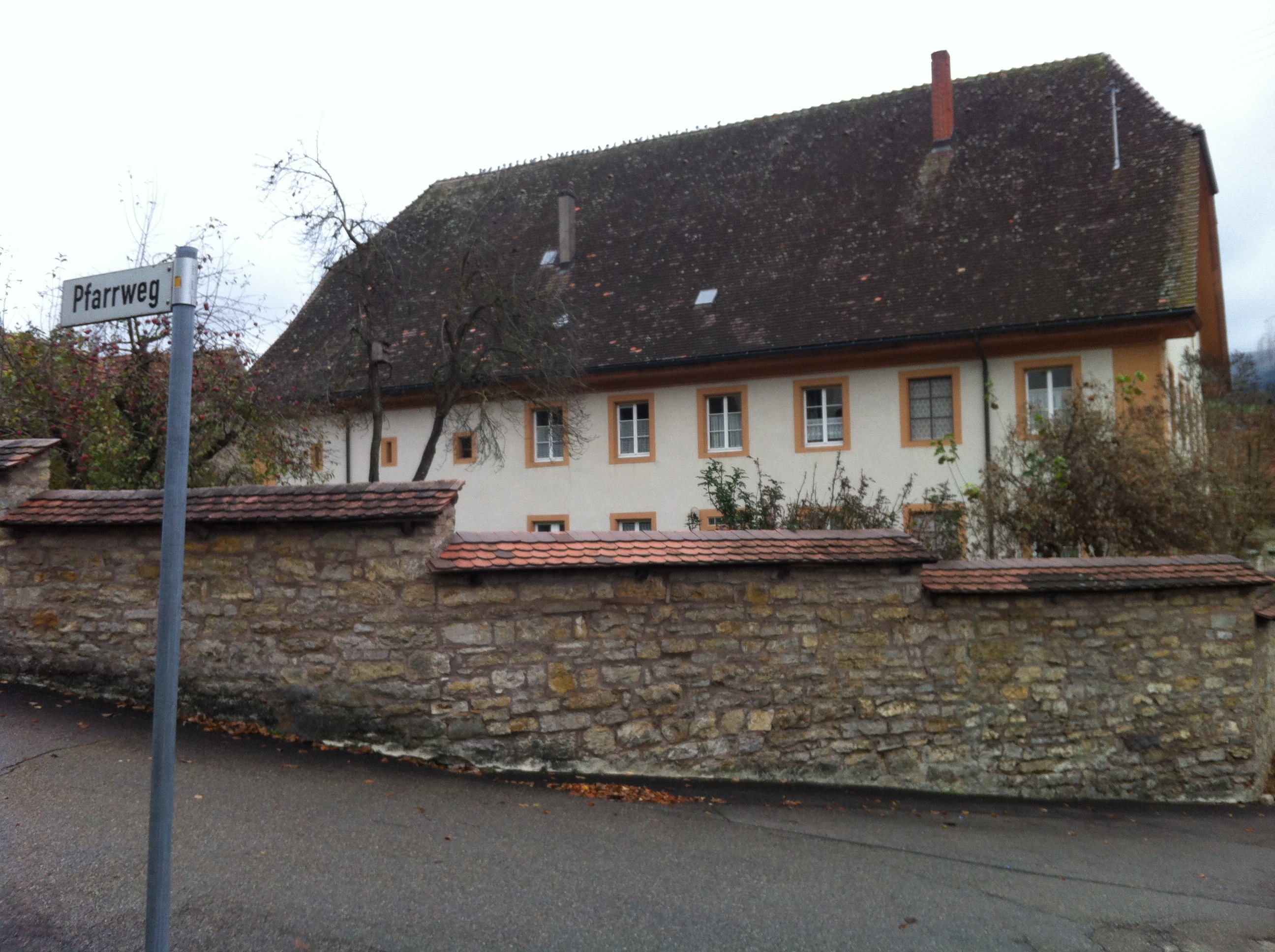
Der Pfarrhof in Fützen von 1618

Im 14. und 15. Jahrhundert erreichte die Grundherrschaft ihre größte Ausdehnung und erstreckte sich über weite Gebiete des Südschwarzwaldes, unter Einbeziehung der genannten Propsteien sowie des Nonnenklosters Gutnau, der Neugründung der Propstei Weitnau, und der Niederkirchen in Niederrotweil, Schluchsee, Wettelbrunn, Achdorf, Hochemmingen, Todtnau, Efringen, Schönau, Frickingen, Neuenzell bei Ibach, Nellingen auf den Fildern und weitere, bis nach Italien. Eine Legende berichtet, dass die St. Blasier Mönche auf dem Weg nach Rom immer in eigenen Klöstern übernachten konnten.
Im Bauernkrieg wurde das Kloster völlig zerstört: „1525 überfielen die Bauernhorden aus dem Stühlinger Gebiet, verstärkt durch die Hauensteiner Waldleute und Fürstenberger Bauern das Kloster und plünderten es. Aus Rache für die Exekution eines Anführers wurden Teile des Klosters von den Aufrührern gesprengt.“ Diese völlige Zerstörung des Klosters erfolgte erst am 11. April 1526 aus Vergeltung und Rache an der Hinrichtung des Kunz Jehle. Unter Abt Caspar I. (1541–1571) konnten die Bauten im alten Stil erneuert und bis Anfang des 18. Jahrhunderts immer wieder erweitert werden. Von 1629 mit kurzer Unterbrechung bis 1648 kam durch das Restitutionsedikt Kaiser Ferdinand II. das Kloster Lorch an St. Blasien, als Äbte wurden eingesetzt: Friedrich Kohler (1634–1639), Vincentius Haug (1639–1641) und Placidus Rauber (1641–1648). 1638 – es herrschte der Dreißigjährige Krieg – fielen die Schweden ein und richteten schwere Verwüstungen an. Abt Franz I. führte dennoch das Studium der Orientalischen Sprachen ein und ließ die Bibliothek durch Ankäufe vermehren.
Kloster Sion (Klingnau) und das Kloster Mengen wurden 1725 erworben, ebenso war das Kloster Oberried 1725 bis 1806 Benediktinerpriorat von St. Blasien. Abt Franz II. ließ das Kloster 1727 bis 1742 unter dem Architekten Johann Michael Beer von Bleichten 1740 bis 1741 völlig abtragen und im Stil des Barock aufbauen. Baumeister war Franz Joseph Salzmann. Die Kanzleigebäude und der Gasthof wurden erbaut unter Johann Caspar Bagnato.
Die Abtei unterhielt Kameralämter in Waldshut, in Freiburg, in Kaiserstuhl AG, in Zürich, in Basel und in Schaffhausen; dort wurde das ehemalige Amtshaus in der Rosengasse zu einem Waisenhaus umgebaut.
Das hier errichtete Lusthaus „Tusculum über der Alb“ bestand von 1761 bis 1824.

### Wiederaufbau durch Fürstabt Martin Gerbert

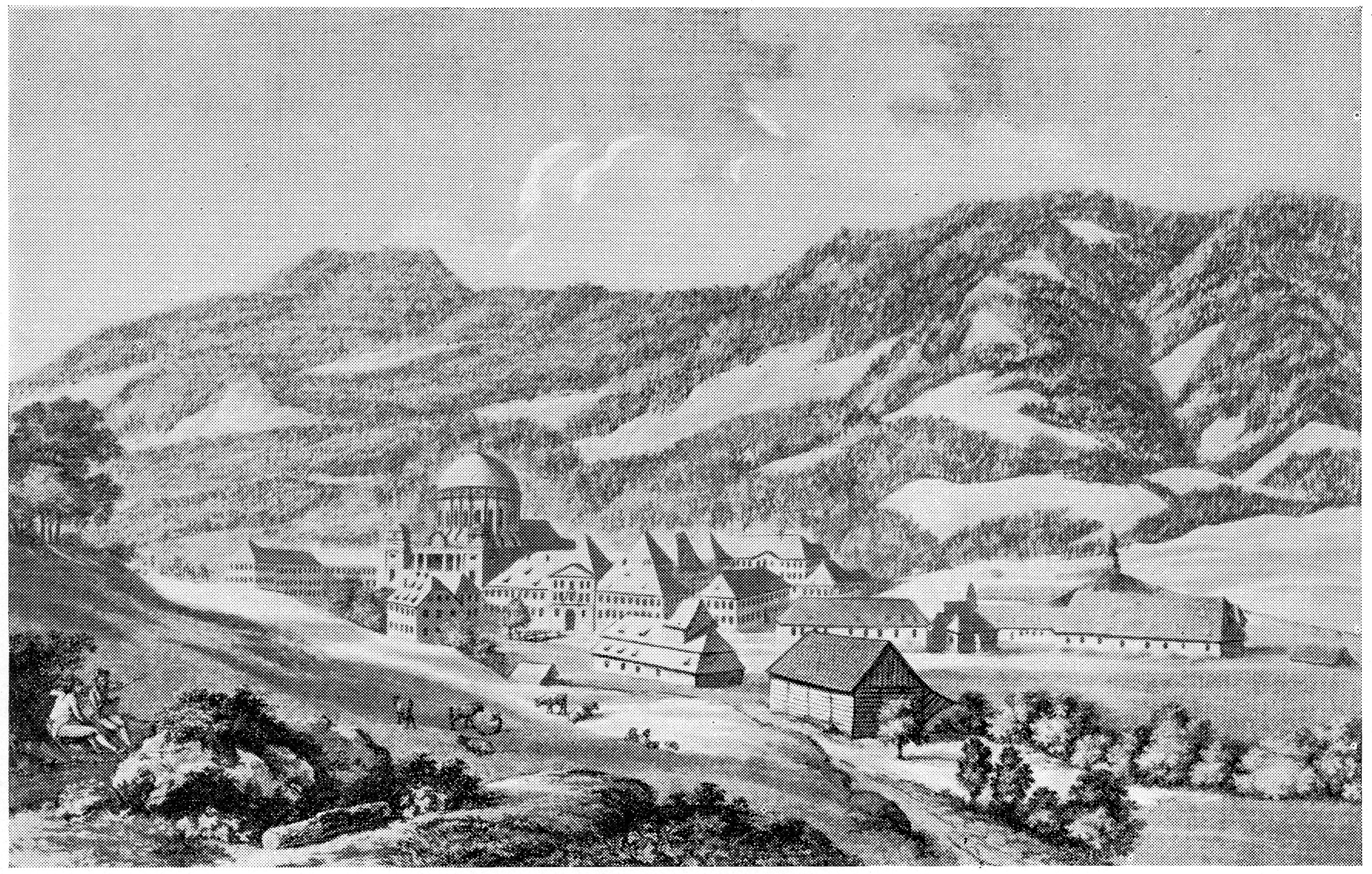
Klosteranlage St. Blasien auf einem Kupferstich Matthias Pfenningers (1739–1813)

Besonders unter Fürstabt Martin Gerbert, der das Amt von 1764 bis 1793 innehatte, erlebte St. Blasien eine Blütezeit, die den Bau bzw. nach dem Großbrand von 1768 den Wiederaufbau der weitläufigen Barockanlage und des frühklassizistischen Klosterdoms erst möglich machte. Am 14. November 1770 fand die Feierliche Übersetzung der kaiserlich-königlichen-auch-herzoglich-österreichischen höchsten Leichen statt. Die dafür geplante prächtige Krypta wurde jedoch nie verwirklicht. Unter Abt Gerbert entstand ab 1771 nach Plänen des bald in Ungnade fallenden Architekten Pierre Michel d’Ixnard und des ab 1775 als Baudirektor fungierenden französischen Architekten und Mannheimer Hofbaumeisters Nicolas de Pigage und dem als Bauleiter angestellten Franz Josef Salzmann die eindrucksvolle Kuppelkirche im Stil der Klassizistik, deren gewaltige Kuppelkonstruktion aus Holz von dem einheimischen Zimmermeister Joseph Müller ausgeführt wurde und höchste Anerkennung fand. Ausgeschmückt wurde das Kloster von den Bildhauern Joseph Hörr und Johann Christian Wentzinger, die Stuckaturen schufen Johann Kaspar Gigl und der württembergische Hofstuckateur Lodovico Bossi, die zum Teil noch erhalten sind (Treppenbau, Habsburgersaal), während Carlo Luca Pozzi und dessen Bruder Giuseppe Pozzi an der Erstellung von Modellen in Mannheim unter Nicolas de Pigage tätig waren. Die Chorgitter fertigte der badische Hofschlosser Johann Jacob Carl Hugenest, die Glocken goss Franz Joseph Benjamin Grieninger aus der Dynastie der Glockengießerei Grüninger aus Villingen. Tätig waren die Maler Simon Göser und Johann Anton Morath und viele andere. Am 11. November 1781 konnte die erste heilige Messe im neuen Dom gefeiert werden.

### Auflösung des Klosters und Industrieansiedlung im 19. Jahrhundert

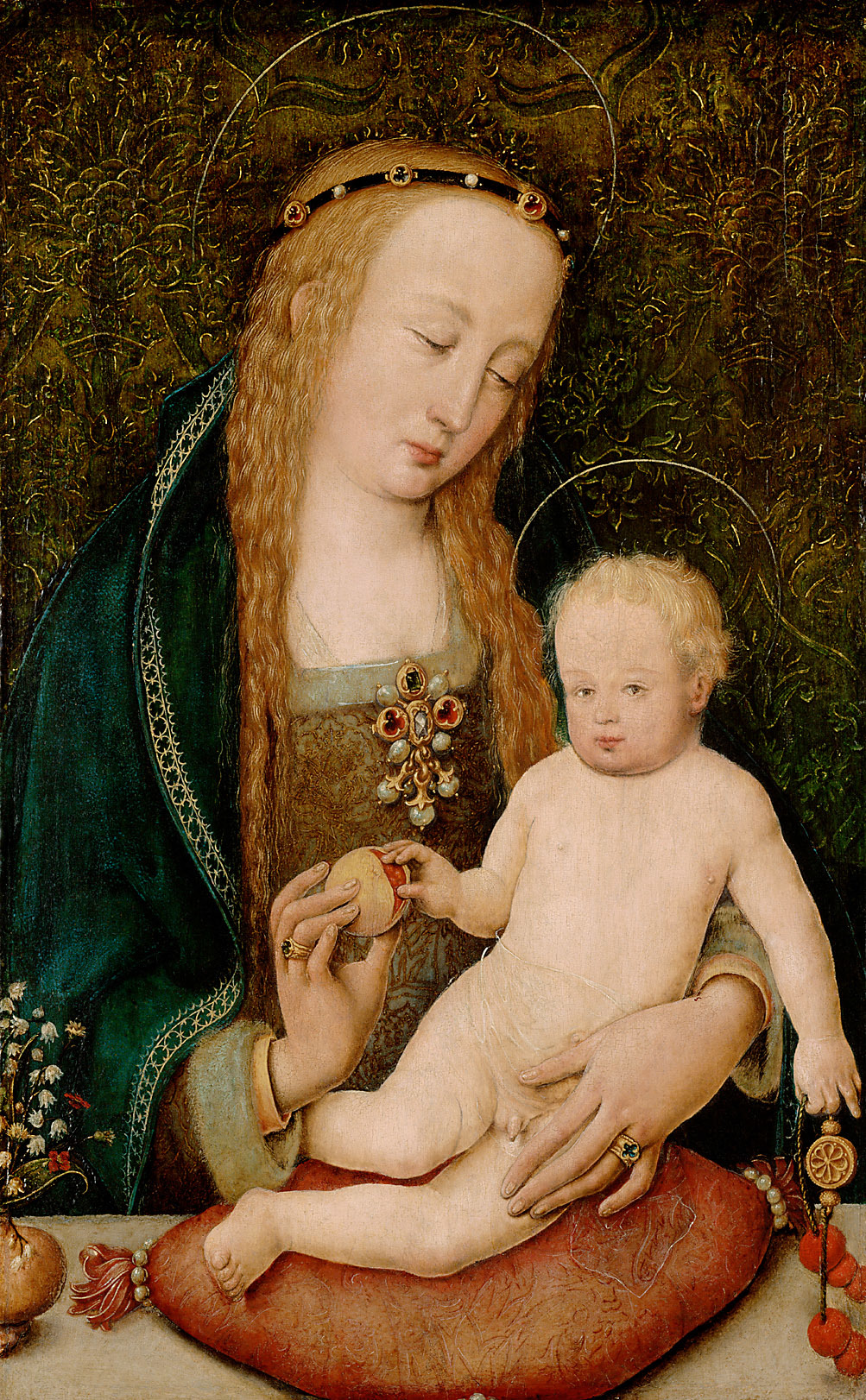
Hans Holbein der Ältere, 1501/12: Maria, dem Jesuskind einen Granatapfel reichend, Kunsthistorisches Museum Wien (erworben 1926 durch Stift St. Paul, Provenienz St. Blasien?)

Die Politik des Josephinismus bewirkte, dass das von der Reformation nicht wesentlich beeinflusste jahrhundertealte Benediktinerkloster 1806, im Zuge der Säkularisation, aufgelöst wurde. Der Großherzog Karl Friedrich beauftragte 1807 Joseph Albrecht von Ittner mit der Auflösung des Klosters. Fürstabt Berthold Rottler und ein Großteil der Mönche zogen mit den restlichen Kunstschätzen, darunter dem Adelheid-Kreuz sowie den Gebeinen der 14 hier begrabenen Habsburgern zunächst in das aufgelöste Stift Spital am Pyhrn in Oberösterreich und schließlich 1809 in das heute noch bestehende Stift St. Paul im Lavanttal in Kärnten. In dem 1807 an das Großherzogtum Baden gefallenen Gebiet um St. Blasien lebten 27.789 Menschen, der Wert der Güter wurde auf 15.723.965 Gulden veranschlagt (1 Gulden etwa eine Goldmark). Die mittelalterliche Klosteranlage wurde im 18. Jahrhundert barock überbaut, brannte aber großenteils ab und wurde durch den heutigen sichtbaren Bau im Stil des Klassizismus ersetzt. Deshalb sind keine mittelalterlichen oder früheren Bauten erhalten geblieben.
Klosterkirche und Klosterbauten gingen nach der Säkularisation dem Zerfall entgegen. Ab 1808 wurden Fabriken eingerichtet. Kurz nach Henry Duggli traf Johann Georg Bodmer am 20. Juli 1809, noch bevor ein Kaufvertrag ausgefertigt war, in St. Blasien mit elf sechsspännigen Fuhrwerken voller Maschinen, Werkzeug und Hausrat ein und begann mit dem Bau von Baumwollspinn- und Webmaschinen. Später übernahm er auch die hier unter finanzieller Beteiligung David von Eichthals 1810 eingerichtete Badische Gewehrfabrik. Nach dem Tod seiner Frau 1822 verließ Bodmer St. Blasien, war in England und Wien und zuletzt bei seinem Schwiegersohn J. F. Reishauer in Zürich tätig. Die Maschinenfabrik galt damals als „die Größte ihrer Art“ in Deutschland.
1821 kaufte der Investor Freiherr David von Eichthal nach dem Rückzug von Bodmer aus dem Betrieb den Gebäudekomplex. Eichthal errichtete in den Gebäuden eine Baumwollspinnerei und konnte am Standort im Jahr 1835 mit 28.000 Spindeln rund ein Viertel des gesamten Bestands an Baumwollspinnweben in Baden betreiben. Dennoch lief das Unternehmen wirtschaftlich erfolglos. In der Folge der Bankenkrise in Frankfurt und Karlsruhe sowie der Revolution von 1848/1849 kam die Fabrik zum Erliegen. Die Klostergebäude wurden 1852 an den Schopfheimer Textilfabrikanten Carl Wilhelm Grether und den Augsburger Bankier Obermaier versteigert. Unter der Leitung von Grethers Schwiegersohn Ernst Friedrich Krafft wurde ab 1853 eine jahrzehntelang florierende Baumwollspinnerei errichtet. Krafft konnte auch nach dem großen Brand des Klosters 1874 die Spinnerei wieder aufbauen und erfolgreich führen. Im Oktober 1931 ging die Spinnerei im Zuge der Weltwirtschaftskrise in Konkurs.
1910 wurden Kuppel und 1913 der Innenraum des 1874 durch einen Brand zerstörten Doms wiederhergestellt. Ab 1934 beherbergten die Klosterräume ein Internat, und 1946 zog das noch heute bestehende Kolleg St. Blasien hier ein. Nach einem erneuten Großbrand der Klosteranlage 1977 ist heute wieder alles umfassend renoviert. Neben den Gottesdiensten finden auch Orgel- und Domkonzerte sowie Ausstellungen in dem Bauwerk statt.

## Bibliothek und Kunstsammlung

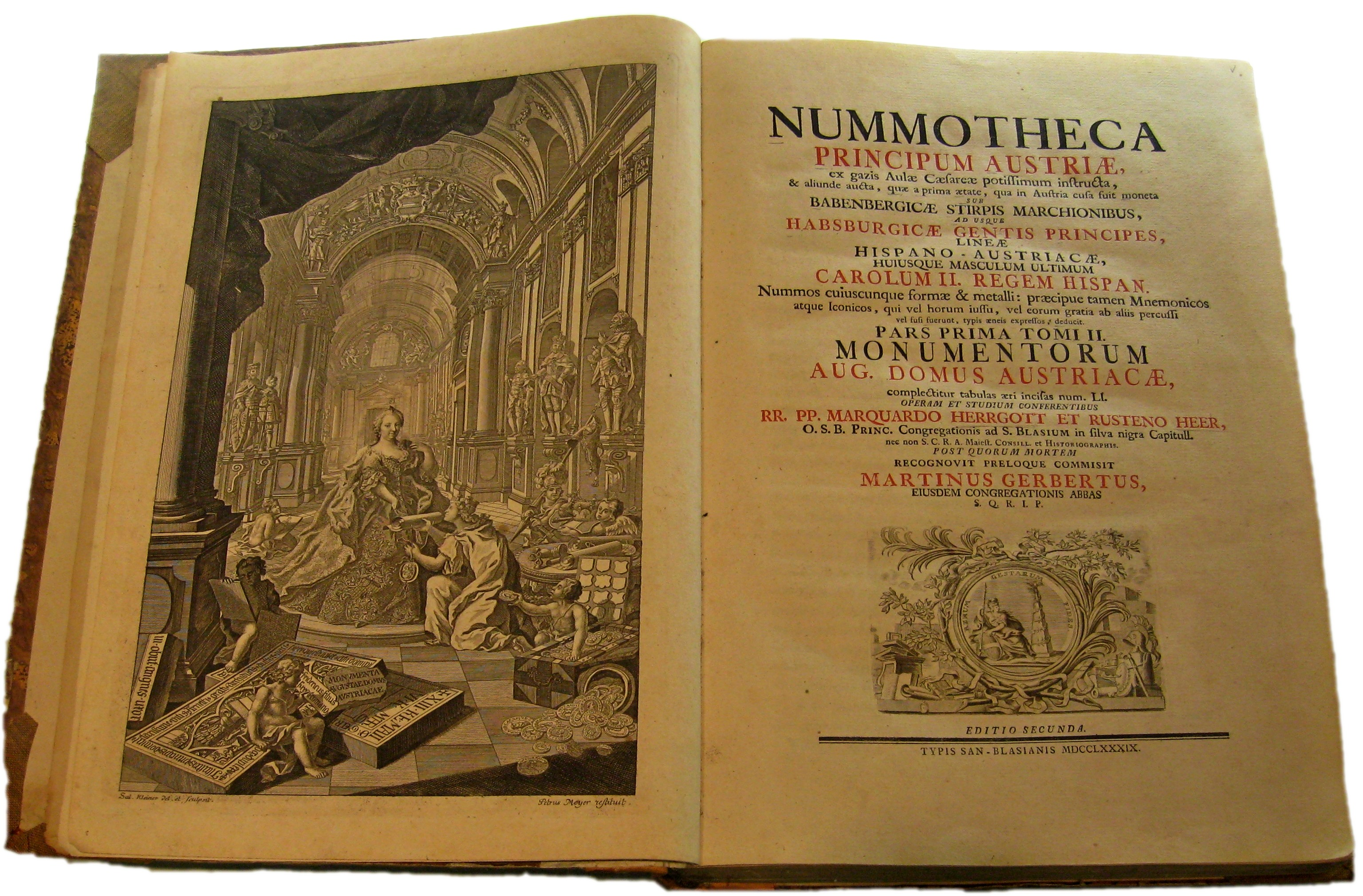
Buch aus der Klosterdruckerei Sankt Blasien, Marquard Herrgott und Rustenus Heer, Nummotheca principum Austriae, 2. Auflage St. Blasien, Band 2, Teil 1, 1789

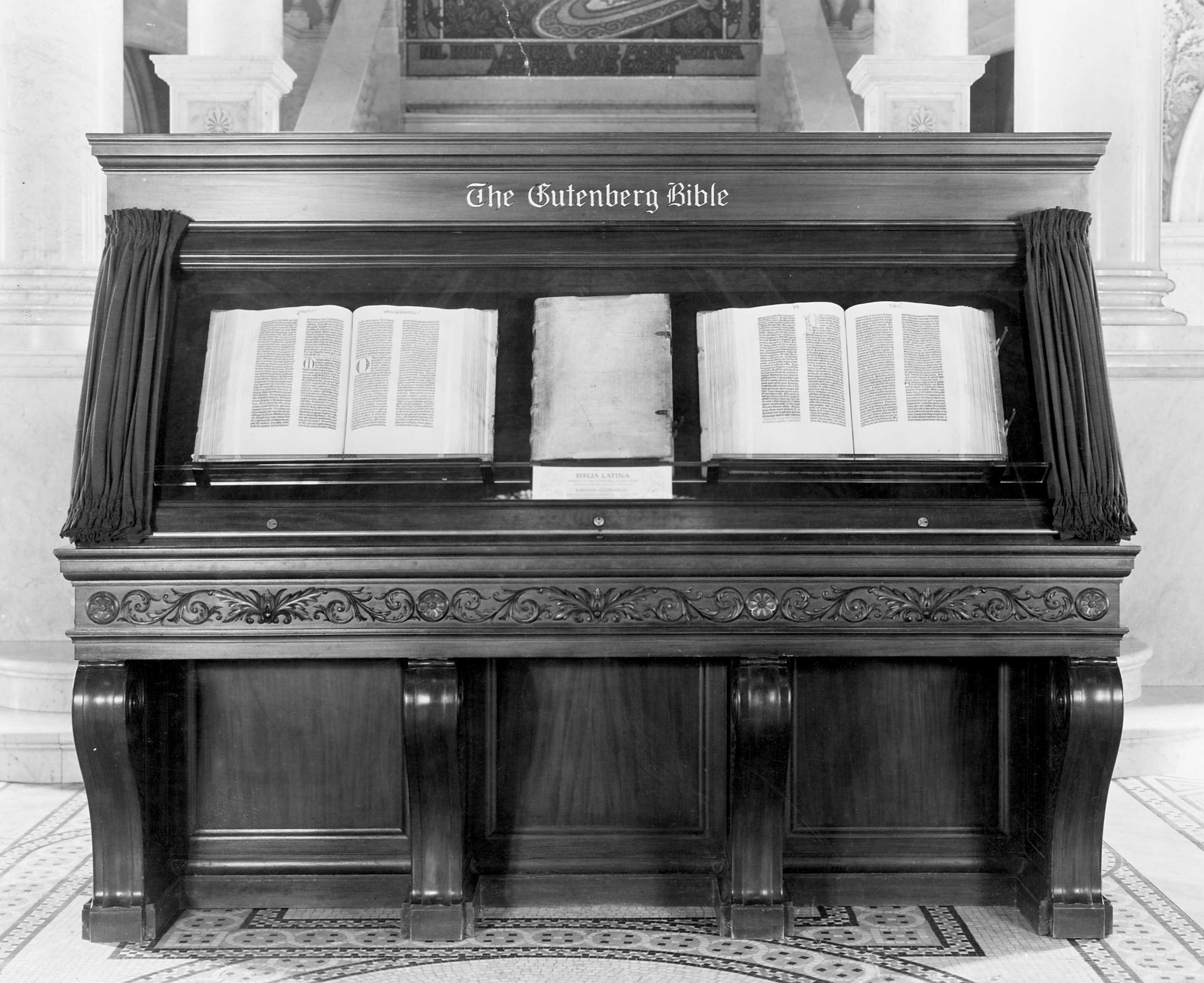
Dreibändige Gutenberg-Bibel mit blindgeprägten Einbänden aus dem Jahr 1560 des Klosters St. Blasien, in der Library of Congress, 1944, (erworben über St. Paul)

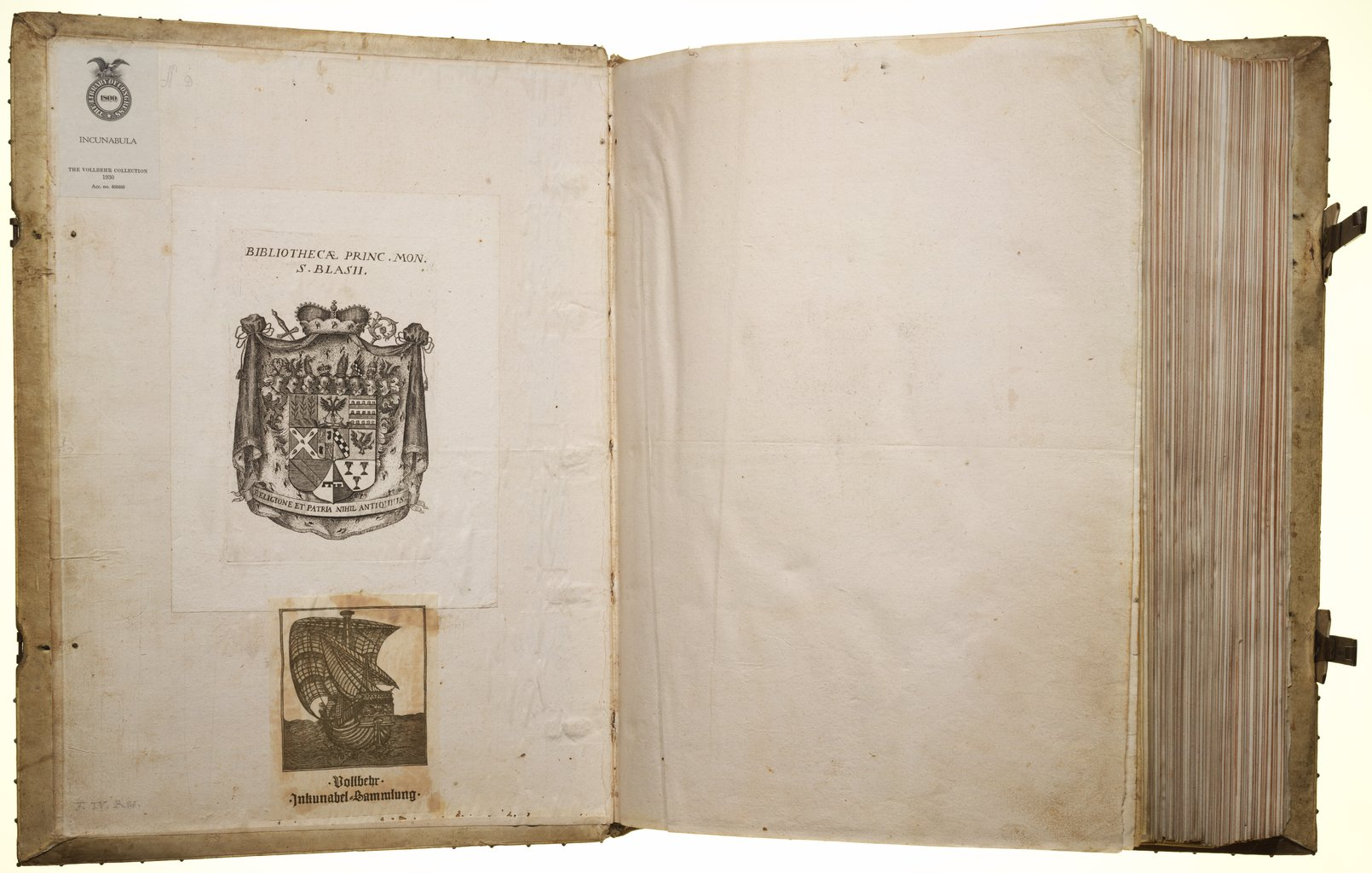
Das Exlibris der Abteibibliothek St. Blasien (Mitte) und (darunter) das des Antiquars Otto Vollbehr im ersten Band der Gutenberg-Bibel

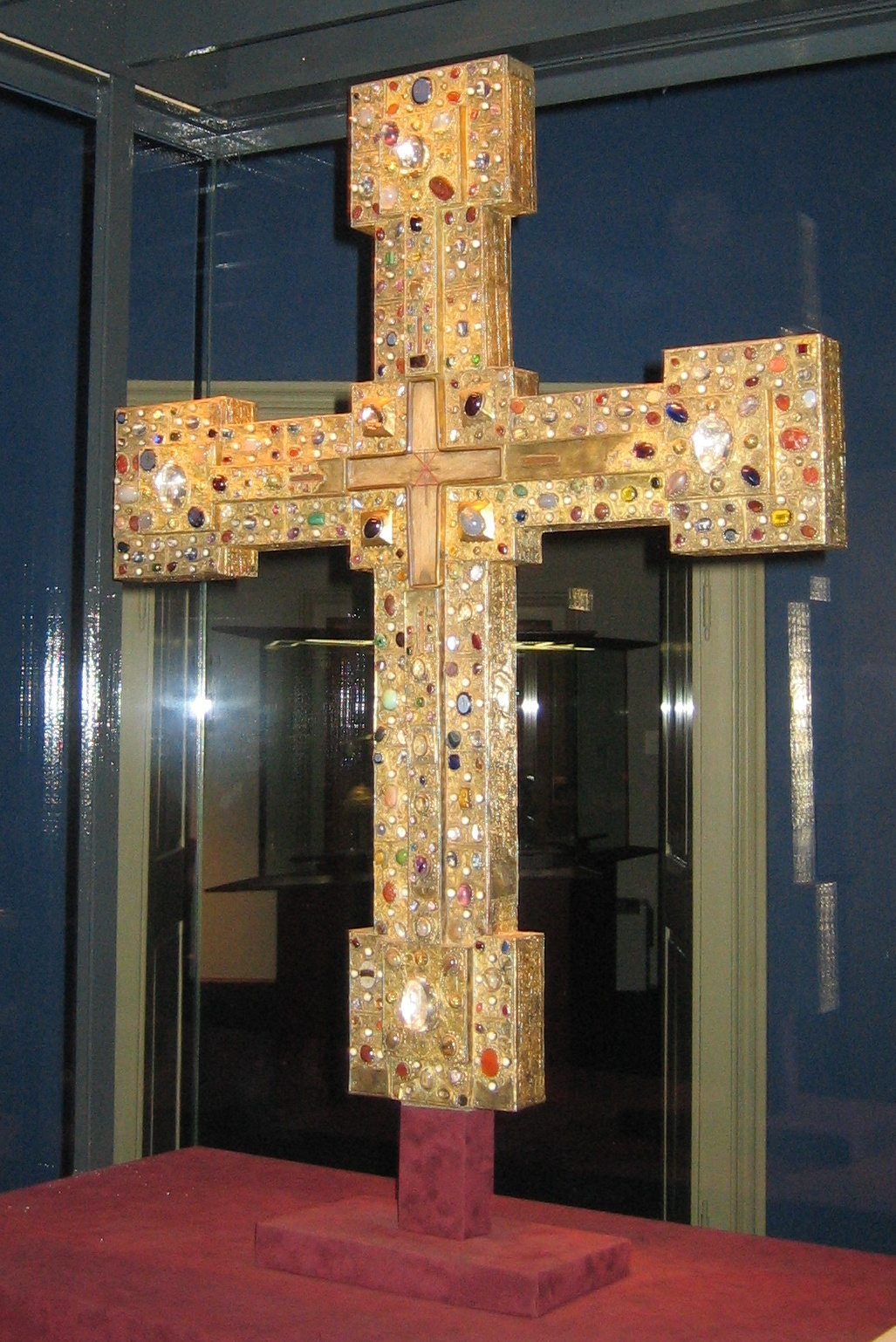
Das Adelheid-Kreuz, das größte erhaltene deutsche Reliquienkreuz des Hochmittelalters, im Stiftsmuseum St. Paul

Das Kloster hatte wie alle Benediktiner-Klöster eine große Bibliothek. Darin befanden sich bedeutende Handschriften wie der Ramsey-Psalter. Das Kloster verfügte im 18. Jahrhundert über eine eigene bedeutende Druckerei (einige Werke sind ausgestellt im Museum im Haus des Gastes in St. Blasien). Die Druckereieinrichtung erhielt nach der Auflösung die Hochschule Freiburg, danach mietete sie der Verleger Bartholomä Herder. Da das Kloster mehrfach im Laufe der Geschichte Bränden zum Opfer fiel, wurde auch die Bibliothek oft zerstört. Der Bibliotheksaal der dritten Klosteranlage wurde gestaltet (1729 bis 1732) von dem Stuckateur Giovanni Battista Clerici und seinem Sohn, die auch den Theatersaal stuckierten, nach ihnen war Dominikus Zimmermann im Kloster tätig (1732). Abt Gerbert ließ bei dem letzten Großbrand im Neubau einen großen, jedoch schlichten Bibliotheksraum einrichten, der 1779  von Heinrich Sander und 1781 von Friedrich Nicolai beschrieben wird. 1806 beschreibt Joseph Albrecht von Ittner die Bibliothek als dreistöckigen Saal nach italienischer Art mit einer durchgehenden Galerie, offenbar wurden nur die Treppenaufbauten erneuert.
Unter Fürstabt Martin Gerbert wurde die bis heute bestehende Forschungsidee der Germania Sacra geboren, die sich die Erfassung der Geschichte der Klöster und Bistümer in Deutschland zur Aufgabe macht. Dadurch begeisterte er viele Freunde, Forscher und Interessierte, unter anderen die Historiker Trudpert Neugart, Pater Aemilian Ussermann der von St. Ulrich nach St. Blasien kam – hier wurde er Bibliothekar –, Pater Marquard Herrgott, Pater Rustenus Heer, Pater Moritz Hohenbaum van der Meer, Pater Ambrosius Eichhorn und Pater Victor Keller, doch auch weit entfernte hielten Korrespondenz mit dem Abt im Albtal: Kardinal Garampi, Philippe-André Grandidier, Philipp Jakob Steyrer, der Sammler Beat Fidel Zurlauben, Stephan Alexander Würdtwein und viele andere (in Wien, Rom, Göttweig, Thennenbach, Pfäffers, Zürich, Ravenna/St. Vitale und weitere).
Der Hochschule des Klosters, die Joseph Bader später als Gelehrtenakademie bezeichnete, entstammten Lehrer, die zumeist auch ihre Ausbildung im Kloster erhalten hatten, unter anderen Ignatius Gumpp, Vinzenz Ilger, Konrat Boppert, Johann Baptist Weiß, Anselm Buß und Joseph Lukas Meyer.
Einige Bücher aus der Klosterdruckerei sind ausgestellt in einer Vitrine im Kreismuseum St. Blasien, u. a. Jean Mabillon und Werke Gerberts. Weitere Werke von Gerbert wurden gesammelt im Kloster Oberried. Handschriften und gedruckte Bücher der Klosterbibliothek befinden sich im Archiv von St. Paul und in der Badischen Landesbibliothek Karlsruhe. Bücher der Klosterdruckerei wurden auch veröffentlicht und verkauft (zumeist durch Buchhändler) und befinden sich heute in Bibliotheken und Privatbesitz.
Die Kunstsammlung des Klosters wurde nach dem Brand 1768 von Abt Martin Gerbert neu aufgebaut. Der Großteil der Bestände wurde bei der Säkularisation nach St. Paul im Lavanttal überführt und wird dort im Stiftsmuseum verwahrt. Die Silberne Votivtafel aus der Wallfahrtskirche Todtmoos befindet sich heute im Kunsthistorischen Museum in Wien. Einige der Kunstwerke und Handschriften waren im Rahmen von Ausstellungen in den Jahren 1983 (in St. Blasien) und 2020/2021 (in Freiburg) wieder in ihrer Herkunftsregion zu sehen.

## Liste der Äbte von St. Blasien
- Reginbert von Seldenbüren, Gründer, 946
- Beringer, 934 Prior, Abt von 946–974

Nach Beringers Tod ist bis 1045 kein Abt überliefert. Nach ihm wählten die Brüder Yzo, der nicht konfirmiert und schließlich abgesetzt wurde und um 994 verstarb. Darauf folgten Wernherus, Sigefrido († 1021) und Beringerus II. († 29. März 1045), die jedoch nicht als Äbte gezählt werden, da sie vermutlich nur Priore waren.

- Werner I. (1045–1068)
- Giselbert (1068–1086)
- Uto von Kyburg (1086–1108)
- Rustenus (1108–1125)
- Berthold I. (1125–1141)
- Gunther von Andlau (1141–1170)
- Werner II., Graf von Küssenberg (1170–1178)
- Theodebert, Edler von Bussnang (1178–1186)
- Manegold, Edler von Hallwyl (1186–1204)
- Hermann I. von Meßkirch (1204–1222)
- Otto I. (1222–1223)
- Hermann II. von Löben (1223–1237)
- Heinrich I. (1237–1240)
- Arnold I. aus Berau (Ühlingen-Birkendorf) (1240–1247)
- Arnold II. aus Höchenschwand (1247–1276)
- Heinrich II. Edler von Stadion (1276–1294)
- Berthold II. aus Ochsenhausen (1294–1308)
- Heinrich III. aus Kloster Weitenau (1308–1314)
- Ulrich I. (1314–1334)
- Petrus I. von Thayngen (1334–1348)
- Heinrich IV., Edler von Eschenz (1348–1391)
- Johannes I. Kreutz aus Todtnau (1391–1413)
- Johannes II. Duttlinger aus Schaffhausen (1413–1429)
- Nikolaus Stocker aus Kenzingen (1429–1460)
- Petrus II. Bösch aus Todtnau (1460–1461)
- Christoph von Greuth (1461–1482)
- Eberhard von Reischach (1482–1491)
- Blasius I. Wambach aus Obersäckingen (1491–1493)
- Georgius Eberhard aus Horb (1493–1519)
- Johannes III. Spielmann aus Bettmaringen, (1519–1532)
- Gallus Haas (1532–1540)
- Johannes IV. Wagner aus Zurzach (1540–1541)
- Caspar Molitoris; Caspar I. (1541–1571)
- Caspar II. Thoma, aus Mühlheim an der Donau (1571–1596)
- Martin I. Meister (1596–1625)
- Blasius II. Münzer aus Gottmadingen (1625–1638)
- Franz I. Chullot aus Ensisheim (1638–1664)
- Otto II. Kübler aus Ellwangen (1664–1672)
- Romanus Vogler aus Engen (1672–1695)
- Augustinus I. Fink aus Wolfach (1695–1720)
- Blasius III. Bender aus Gengenbach (1720–1727)

seit 1746 Reichsfürsten
- Franz II. Schächtelin aus Freiburg im Breisgau (1727–1747) ab 1746 Reichsfürst
- Cölestin Vogler aus Wolfach (1747–1749)
- Meinrad Troger aus Rheinfelden (1749–1764)
- Martin Gerbert (1764–1793)
- Mauritius Ribbele aus Wolfert (1793–1801)
- Berthold Rottler (1801–1806)